# Sida lindheimeri
Sida lindheimeri är en malvaväxtart som beskrevs av Georg George Engelmann och Gray. Sida lindheimeri ingår i släktet sammetsmalvor, och familjen malvaväxter. Inga underarter finns listade i Catalogue of Life.